# نشان چالرز لانگ فریر
نشان چالرز لانگ فریر (به انگلیسی: Charles Lang Freer Medal)، نشانی است که مؤسسه اسمیتسونین به افتخار چارلز لانگ فریر، بنیان‌گذار کلکسیون فریر در سال ۱۹۵۶ برپا کرد. این نشان که به‌طور متناوب اعطا داده می‌شود، به منظور ارج نهادن به مشارکت‌های برجسته حرفه‌ای دانش‌پژوهان در زمینه تاریخ هنر است.

## دریافت‌کنندگان
- اول- اسوالد سیرن، ۱۵ فوریه ۱۹۵۶
- دوم- ارنست کوه‌نل، ۱۵ می ۱۹۶۰
- سوم- یاشیرو یوکیو، ۲ می ۱۹۶۵
- چهارم- تاناکا ایشیماتسو، ۲ می ۱۹۷۳
- پنجم- لارنس سیکمن، ۱۱ سپتامبر ۱۹۷۳
- ششم- رومن گیرشمن، ۱۱ سپتامبر ۱۹۷۳
- هفتم- مکس لوهر، ۲ می ۱۹۸۳
- هشتم- استلا کرامریش، ۱۹۸۵
- نهم- الکساندر کبورن سوپر، ۱۹۹۰
- دهم- شرمن لی، ۱۹۹۸
- یازدهم- اولگ گرابر، ۲۰۰۱
- دوازدهم- جیمز کاهیل، ۲۰۱۰
- سیزدهم- جان روزنفلد، ۲۰۱۲